# Human Factors
Human Factors és una pel·lícula dramàtica de coproducció alemanya, italiana i danesa dirigida i escrita per Ronny Trocker. La pel·lícula és protagonitzada per Mark Waschke, Hassan Akkouch, Marthe Schneider i Spencer Bogaert. S'ha subtitulat al català.
El rodatge va començar 2 de novembre de 2019 i va concloure el 12 de desembre de 2019. Va ser gravada a Hamburg, Bruges, Koksijde, Blankenberge, De Panne i Veurne. La pel·lícula es va estrenar al Festival de Cinema de Sundance el 29 de gener de 2021.

## Sinopsi
Un misteriós succés a la seva casa de vacances trastoca la pau domèstica d'una família burgesa alemanya i deixa al descobert la seva fallida dinàmica interna.

## Repartiment
- Mark Waschke com a Jan
- Hassan Akkouch com a Hendrik
- Marthe Schneider com a Amélie
- Spencer Bogaert com a Lucas